# Oksana Żukowska
Oksana Żukowska (rus. Оксана Жуковская; ur. 12 września 1984) – rosyjska lekkoatletka specjalizująca się w skoku w dal.

## Osiągnięcia
| Rok  | Impreza            | Miejsce  | Lokata            | Wynik |
| ---- | ------------------ | -------- | ----------------- | ----- |
| 2012 | Mistrzostwa Europy | Helsinki | el. – 18. miejsce | 6,26  |

## Rekordy życiowe
| Konkurencja          | Wynik | Data            | Miejsce    |
| -------------------- | ----- | --------------- | ---------- |
| Skok w dal – stadion | 7,02  | 15 lipca 2013   | Moskwa     |
| Skok w dal – hala    | 6,72  | 4 stycznia 2012 | Petersburg |